# Калао білощокий
Калао білощокий (Anorrhinus austeni) — вид птахів родини птахів-носорогів (Bucerotidae).

## Назва
Наукова назва austeni вшановує англійського дослідника Генрі Гевершема Годвіна-Остена (1834-1923).

## Поширення
Вид поширений на північному сході Індії, на заході, півночі та сході М'янми, півдні Китаю, центральному та північному Таїланді, в Лаосі, В'єтнамі та Камбоджі. Віддає перевагу густим вічнозеленим низинним тропічним лісам до 1500 метрів над рівнем моря.

## Опис
Довжина тіла становить від 60 до 65 сантиметрів. Хвіст має в середньому 29,5 см у самців і 26,5 см у самиць. У перших дзьоб має розмір від 11,2 до 13,5 сантиметрів, а в других він менший і має розміри від 10,5 до 11,7 сантиметрів. У самця верхня частина тіла темно-коричнева, а нижня — червонувато-бура; тільки щоки та горло білі. Крила темно-коричневі; вторинні махові мають білі кінчики і білі плями. Хвіст темно-коричневий, за винятком центральної пари піро'їн, всі хвостові пір'я мають білі кінчики. Дзьоб і гребінь на ньому білого кольору слонової кістки з помаранчевим відтінком біля основи. Шкіра навколо очей і горла без пір'я коливається від світло-блакитного до яскраво-блакитного. Очі карі, ноги тьмяно-зеленувато-коричневі. Самиці за забарвленням оперення схожі на самців, але трохи менші. Щоки, горло та нижня частина тіла коричнево-сірого кольору, а шкіра без пір'я на обличчі рожева з жовтим відтінком під оком.

## Спосіб життя
Мешкає у вічнозелених широколистяних лісах. Він всеїдний, харчується фруктами, насінням і ягодами, а також членистоногими, молюсками і дрібними хребетними. Кооперативний заводчик, кілька самців забезпечують одне гніздо У Таїланді сезон розмноження починається в лютому-березні і закінчується в травні-червні, тоді як на північному сході Індії розмноження відбувається з квітня по липень.